# Münster/Osnabrücks flygplats
Münster/Osnabrücks flygplats är en flygplats i Nordrhein-Westfalen i Tyskland. Flygplatsen ligger nordväst om staden Greven och 25 kilometer ifrån Münster och 35 kilometer ifrån Osnabrück. Det reser omkring 1,6 miljoner människor årligen ifrån flygplatsen. Flygplatsen ligger utefter motorvägen A1. Det finns bussförbindelse till Osnabrück, Münster, Ibbenbüren och Lengerich ifrån flygplatsen.